# Савченко, Виктор Григорьевич (боксёр)
Ви́ктор Григо́рьевич Са́вченко (укр. Віктор Григорович Савченко; род. 17 сентября 1952, село Атамань, Херсонская область, Украинская ССР) — советский боксёр, двукратный чемпион СССР (1977, 1980), чемпион Европы (1977), чемпион мира (1978), двукратный призёр Олимпийских игр (1976, 1980). Заслуженный мастер спорта СССР (1978). Выступал в первом и втором среднем весе. Народный депутат Украины (1994—1998).

## Биография
Виктор Савченко родился 17 сентября 1952 в селе Атамань Херсонской области. Начал заниматься боксом в возрасте 13 лет под руководством тренера Сергея Авдиевского. В 1971 году стал чемпионом СССР среди юниоров. Первый успех на взрослом международном уровне пришёл к нему в 1975 году на чемпионате Европы в Катовице, где Савченко выиграл серебряную медаль. Выступал за сборную команду СССР с 1975 по 1982. Провёл 271 бой, одержал 241 победу. За высокие спортивные достижения был награждён медалью «За трудовую доблесть».
Член Исполкома и Президиума федерации бокса Украины, ректор Днепропетровского государственного института физической культуры и спорта, доктор педагогических наук, академик, профессор.
Март 2006 — кандидат в народные депутаты Украины от Блока НДП, № 225 в списке. На время выборов: ректор Днепропетровского института физической культуры и спорта, член НДП.
Народный депутат Украины 2-го созыва с августа 1994 года (2-й тур) по апрель 1998, Ленинский избирательный округ № 80 Днепропетровской области, выдвинут трудовым коллективом. Председатель подкомитета по вопросам физической культуры и спорта Комитета по вопросам молодежи, спорта и туризма. Член группы «Единство».
Неоднократный чемпион Украины, СССР, Европы. Чемпион мира по боксу. Призёр Олимпийских игр 1976 и 1980 Академик Украинской академии политических наук (1998). Академик Украинской академии наук (1998). Действительный член Петровской академии наук и искусств (Санкт-Петербург).
Почётная грамота Президиума Верховного Совета УССР (1976). Почетная грамота Верховной Рады Украины (2005). Медаль «За трудовую доблесть» (1980). Отличник образования (2002). Нагрудный знак «Петра Могилы» (2005, Министерство образования и науки Украины). Почётный гражданин города Днепра (2019).